# Chiñusivi
Chiñusivi ist eine Ortschaft im Departamento Cochabamba im südamerikanischen Anden-Staat Bolivien.

## Lage im Nahraum
Chiñusivi ist eine Ortschaft des Kanton Icoya im Municipio Ayopaya in der Provinz Ayopaya und besteht aus den beiden Ortsteilen Chiñusivi (163 Einwohner) und Tranca (109 Einwohner). Die Ortschaft liegt auf einer Höhe von 4013 m auf einem Bergrücken zwischen dem nach Nordwesten fließenden Río Liphichi Mayu im Westen und mehreren nach Osten fließenden linken Nebenflüssen des Río Charapaya.

## Geographie
Chiñusivi liegt östlich des bolivianischen Altiplano in den östlichen Ausläufern der Serranía de Sicasica. Das Klima ist ein typisches Tageszeitenklima, bei dem die mittleren täglichen Temperaturschwankungen höher ausfallen als die jahreszeitlichen Schwankungen.
Die Jahresdurchschnittstemperatur der Region liegt bei etwa 6 °C (siehe Klimadiagramm Challa Grande) und schwankt nur unwesentlich zwischen 2 °C im Juni und Juli und gut 8 °C im November und Dezember. Der Jahresniederschlag beträgt etwa 650 mm, bei einer ausgeprägten Trockenzeit von Mai bis August mit Monatsniederschlägen unter 10 mm, und einer Feuchtezeit von Dezember bis Februar mit bis zu 155 mm Monatsniederschlag.

## Verkehrsnetz
Chiñusivi liegt in einer Entfernung von 149 Straßenkilometern westlich von Cochabamba, der Hauptstadt des Departamentos.
Von Cochabamba aus führt in westlicher Richtung die asphaltierte Nationalstraße Ruta 4 über die Städte Quillacollo und Parotani nach Pongo Kasa im kargen Bergland der Serranía de Sicasica und weiter über Challa Grande nach Caracollo an der Ruta 1. In Pongo Kasa zweigt eine unbefestigte Landstraße in nördlicher Richtung ab, erreicht über Villa Pereira nach 56 Kilometern Chiñusivi und führt weiter nach Villa Hermosa.

## Bevölkerung
Die Einwohnerzahl der Ortschaft ist im vergangenen Jahrzehnt leicht zurückgegangen:
| Jahr | Einwohner         | Quelle       |
| ---- | ----------------- | ------------ |
| 1992 | keine Detaildaten | Volkszählung |
| 2001 | 302               | Volkszählung |
| 2012 | 272               | Volkszählung |
| 2024 |                   | Volkszählung |

Der überwiegende Teil der örtlichen Bevölkerung gehört dem indigenen Volk der Quechua an, im Municipio Ayopaya sprechen 97,9 Prozent der Bevölkerung die Quechua-Sprache.